# سیل ۱۳۹۸ شیراز
در ۵ فروردین ۱۳۹۸ بر اثر بارندگی‌های شدید در شهر شیراز، سیل ناگهانی جاری شد. بر اثر ادامه بارندگی‌ها، در روز ۶ فروردین برای بار دوم سیل شیراز را فرا گرفت.

## علت

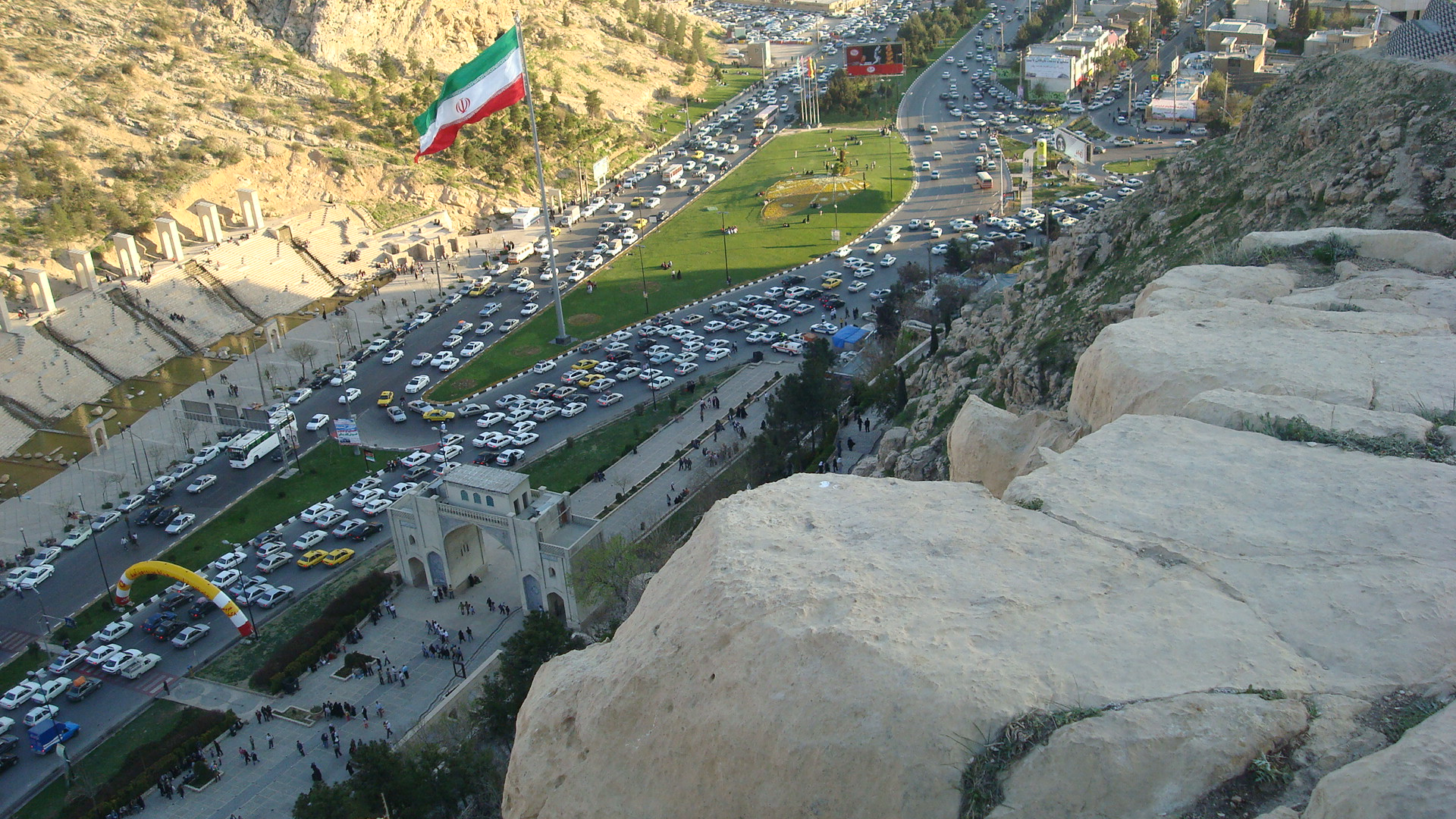
نمایی از خیابان‌های ورودی شیراز در کنار دروازه قرآن که بخش عمده خسارات ناشی از سیل به ماشین‌های عبوری در این خیابان وارد شده است. پیشتر در این محل مسیل عبور آب بوده است.

باران که از حوالی ساعت ۸ صبح دوشنبه پنجم فروردین ۱۳۹۸ شروع شده بود، به یکباره ریتمی تند و شدید به همراه بارش تگرگ به خود گرفت و پس از حدود یک ساعت و نیم بارش مداوم، سیل شهر را دربرگرفت.
یکی از دلایل اعلام شده برای این سیل، طغیان رودخانه آب زنگی و ریزش آب از ارتفاعات بوده است.
از جمله علل ریشه‌ای سیل شیراز، عدم لایروبی مسیر سیل و عدم توجه شهرداری به هشدارهای سیل بوده است. دلیل دیگر ایجاد تأسیسات شهری و خیابان در رودخانه خشک شیراز می‌باشد. همچنین تبدیل دره کناری دروازه قرآن به جاده ورودی شیراز نیز در گسترش بیشتر سیل و تلفات آن نقش داشته است.
تا چند سال پیش در کنار دروازه قرآن، همیشه خندقی یا دره‌ای بوده که مسیر سیلاب‌های فصلی بوده است. اما حدود ۱۵سال پیش شهرداری شیراز این دره را «با نخاله پرکرده و آسفالت نمود» و عملاً مسیر عبور سیلاب را به یک کانال لوله‌ای کوچک محدود کرد.
خبرگزاری ایسنا به نقل از یک استاد دانشگاه نوشت: «عدم حفاظت از مراتع و استفاده بیش از حد از ظرفیت مراتع و اشغال بستر رودخانه از طریق جاده‌سازی باعث وقوع سیل شده است.»
رئیس کمیته حقیقت یاب شورای شهر شیراز در مورد علت سیل دروازه قرآن گفت: «خاکریزهایی برای ساخت جاده در بالادست دروازه قرآن مشاهده شد که این دستکاری در طبیعت باعث جمع شدن حجم زیادی آب و در نتیجه موجب سیل دروازه قرآن شد.»

## گستره
این سیل در ورودی شیراز (دروازه قرآن)، باعث برخورد و واژگونی خودروها و در سمت دیگر و مرکز شهر نیز وضعیت باعث آب‌گرفتگی معابر شد. کوچه‌ها و خانه‌های مرکز شهر شیراز مانند چهارراه پارامونت، بلوار امیرکبیر، بلوار زند، بلوار هفت‌تنان و بخصوص محله سعدیه و چند نقطهٔ دیگر دچار آب‌گرفتگی شده‌اند. همچنین آب‌گرفتگی گسترده در مناطق تاریخی شیراز نظیر بازار وکیل نیز گزارش شده است. در سیلاب دوم عمده آب‌گرفتگی‌ها در مناطق شرقی شیراز صورت پذیرفت. در همان دقایق ابتدایی سیل، کاربران در شبکه‌های اجتماعی به سرعت تصاویر و فیلم‌های حادثه را منتشر کردند.

## تلفات
آخرین آمار رسمیِ جان‌باختگان سیل ۱۳۹۸ به نقل از سرپرست اورژانس کشور ۲۱ نفر اعلام شد. مدیرکل پزشکی قانونی استان فارس اعلام کرد در میان کشته‌شدگان ۶ مرد، ۷ زن و ۴ کودک، ۳ پسر و یک دختر هستند.
همچنین بر اساس این آمار سیل تا کنون ۱۱۹ مصدوم برجای گذاشته است.
برخی منابع به نقل از شاهدان عینی مدعی شدند تلفات سیل دروازه قرآن بسیار بیشتر از آماری است که رسانه‌های رسمی اعلام می‌کنند.

## خسارات
رئیس مرکز اطلاعات و کنترل ترافیک پلیس راهور ناجا اعلام کرد که طغیان مسیل در شیراز بیش از ۲۰۰ خودرو را با خود برده است. در نتیجه سیلاب دوم، در محلات شرق شیراز از جمله محلهٔ سعدی خانه‌های بیشتری آسیب دیده و دچار آب گرفتگی شدند. سیلاب ۵ فروردین در شیراز و دیگر شهرهای استان فارس به ۳ هزار و ۸۵۰ واحد شهری خسارت جزئی و به ۲۸۹ واحد خسارت کلی وارد کرده است، خسارت‌های جزئی دراین برآوردها برای واحدهایی که نیاز به تعمیرات دارند و خسارت‌های کلی برای واحدهایی که باید از ابتدا تخریب و احداث شوند تعریف شده است. همچنین بر اساس این آمارها در مناطق روستایی شهرستان شیراز و دیگر روستاهای استان فارس سیل به یک هزار و ۸۵۰ واحد خسارت جزئی و به ۴۵۰ واحد خسارت کلی وارد کرده است.

## امدادرسانی
محمد مخبر رئیس ستاد اجرایی فرمان امام با سفر به استان فارس و بازدید از روستای کرونی و منطقه سعدیه از اهدای ۱۰۰۰ بسته لوازم خانگی، ۲۰۰۰ پتو، ۲۰۰۰ بسته لوازم‌التحریر به سیل‌زدگان شیراز و ایجاد ۲۰۰ شغل اجتماع‌محور برای خانواده‌های خسارت‌دیده از سیل خبر داد. به گفته مخبر نخستین محموله از کمک‌های ستاد اجرایی نیز توسط بنیاد برکت احسان در قالب ۱۵۰ پتو، ۷۰ موکت و … به منطقه سیل‌زده سعدیِ شیراز ارسال شده بود.
با این حال برخی از سیل‌زدگان شیراز به نبودِ امدادرسانی توسط مسئولان اعتراض کردند. در همین رابطه «ناصر سراج»، رئیس سازمان بازرسی کل ایران از آماده شدن گزارشی از قصور در بروز سیل سه استانِ گلستان، مازندران و فارس و شیوه امدادرسانی به سیل‌زدگان خبر داد.

## حواشی
- برخی از رسانه‌ها سپاه پاسداران را به عنوان مقصر سیل شیراز اعلام کردند.[۲۸][۲۹] در همین رابطه سپاه فجر استان فارس با انتشار بیانیه‌ای خواستار برخورد قضایی با شایعه‌سازان شد.[۳۰] و خبرگزاری فارس با انتشار یک فیلم این ادعا را منکر شد.[۳۱]
- علیرضا پاک‌فطرت، شهردار سابق شیراز با انتقاد از عدم لایروبی مسیل دروازه قرآن گفت: «عده‌ای فکر می‌کردند در شهرداری پول سنگینی است که می‌توانند مانور داده و هر کاری بخواهند می‌کنند، اما از بزنگاه‌ها غافل بودند». وی خطاب به مدیران ارشد شهرداری سؤال‌هایی را مطرح کرد و خواستار پاسخگویی شد. از جمله این سؤال‌ها: «آیا می‌شود شهرداری را در این منطقه منصوب کرد که شهر را نشناسد؟ دروازه قرآن را نشناسد؟ اصلاً نداند که در دروازه قرآن کانالی وجود دارد؟ یا اینکه رشتهٔ تحصیلی مرتبط با امور شهرداری ندارد؟ به چه‌عنوان رئیس حوزه شهردار را کسی می‌گذارید که در عمرش کار شهرداری نکرده است؟ یا روزی که سیل آمده در شهرداری مرکزی چه کسی مستقر بوده است؟ آیا معاون اجرایی شهردار نباید کسی باشد که از تجربه و دانش شهری و شهرداری اطلاع داشته باشد؟»[۳۲][۳۳]
- مدیر خبرگزاری فارس در استان فارس ۸ فروردین ۱۳۹۸ طی یادداشتی از سفرِ معاون عمرانی ستاد بحران استان که به گفتهٔ او، خواهرزادهٔ استاندار و همه‌کارهٔ ستاد بحران است» انتقاد کرد و نوشت: «آقای امیدوار معاون عمرانی فرماندار شیراز علی‌رغم تمام هشدارهای هواشناسی، به امارات متحدهٔ عربی رفته‌اند و هنوز هم از ینگهٔ دنیا بحران را مدیریت می‌کنند! آقای امیری فرماندار تازه‌کار شیراز هم در پاسخ به اعتراض دادستان شیراز مبنی بر اینکه «چرا در صحنه نیستید؟»، معتقد بوده‌اند از پشت میز هم می‌توان بحران را مدیریت کرد!»[۳۴]

## گرامیداشت

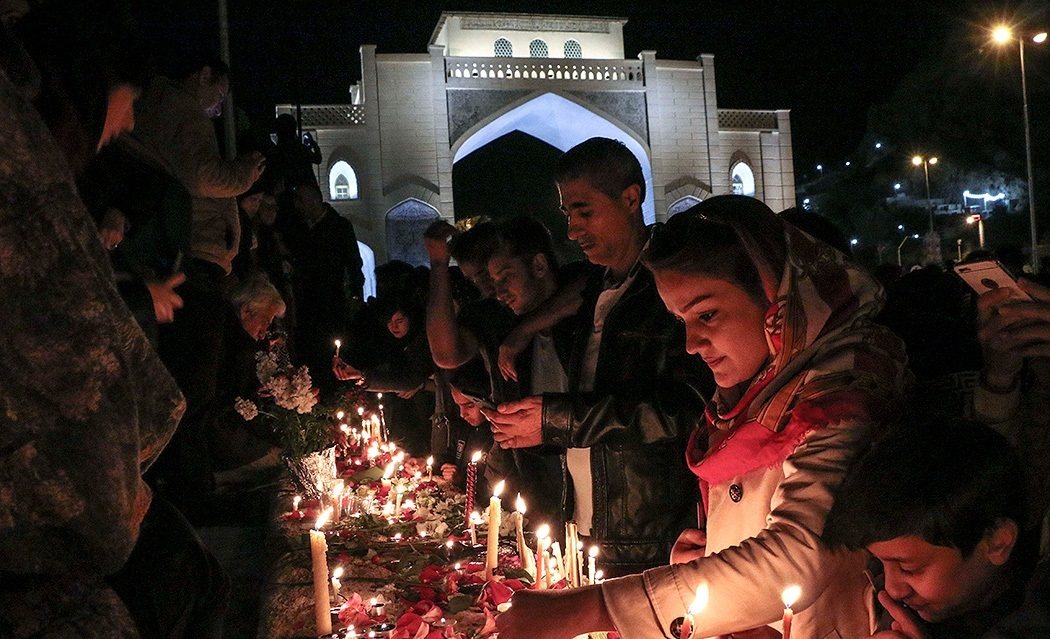
روشن شدن هزاران شمع توسط مردم شیراز به یاد کشته‌شدگان در دروازه قرآن

با توجه و وقوع سیل در مدخل شمالی شهر شیراز و کشته‌شدن تعدادی از مسافران نوروزی، شامگاه پنجشنبه ۱۳۹۸/۱/۸ در محل دروازه قرآن هزاران تن از مردم شیراز و جمعی از مسافران نوروزی گرد هم آمدند و در یک اجتماع خودجوش یکبار دیگر همبستگی و میهمان نوازی خود را نشان دادند. در این مراسم هزاران شمع روشن بود و شعارهایی مانند 'شیرازی با غیرت تسلیت، تسلیت ' داده شد و جمعی از جوانان با دمام و سنج به عزاداری پرداختند.

## عملکرد شیرازی‌ها
در همان ساعات اولیه وقوع سیل، هتل شیراز، در جوار دروازه قرآن درب‌های خود را بر روی سیل زده‌ها گشوده و ضمن توزیع حوله و خوراک و نوشیدنی گرم اقدام به پذیرایی رایگان از سیل‌زدگان نمود و پس از آن شیرازی‌ها در هتل‌ها و مهمانخانه‌ها و ورزشگاه‌ها و مدارس و منازل را به روی مسافران باز نمودند و سفره‌خانه‌داران، هتل‌داران، مجتمع‌های گردشگری و رستوران‌ها و … پای کار آمدند و بیش از ۲۵ هزار پرس‌غذای گرم تأمین و توزیع شد. مردم خودجوش با اعلام شماره تلفن برای کمک‌رسانی اعلام آمادگی‌نمودند صافکاران و قالیشوها اعلام آمادگی کردند به رایگان کمک رسانی کنند. بعضی با گرفتن کارتن نوشت اقدام به دعوت رایگان مسافران به خانه خود نمودند که این امر باعث سر و صدای زیادی در نشریات و دنیای مجازی شد. در نهایت پس از باز شدن راه شمالی شیراز، هنگام خروج مسافران توسط مردم هزاران گل به آن‌ها اهدا شد. روزنامه‌ها تیتر زدند مهمان‌نوازی شیرازی‌ها باز هم جهانی شد.
مستندهای کوتاه «طاووس‌ها پرواز را نمی‌فهمند» به کارگردانی علی بلندنظر و محمد ناصری‌راد و همچنین مستند «عروسک‌ها بر آب می‌میرند» به کارگردانی فائزه کریمی به صورت مستقیم به موضوع سیل دروازه قرآن شیراز، پرداخته‌اند. 

## نگارخانه

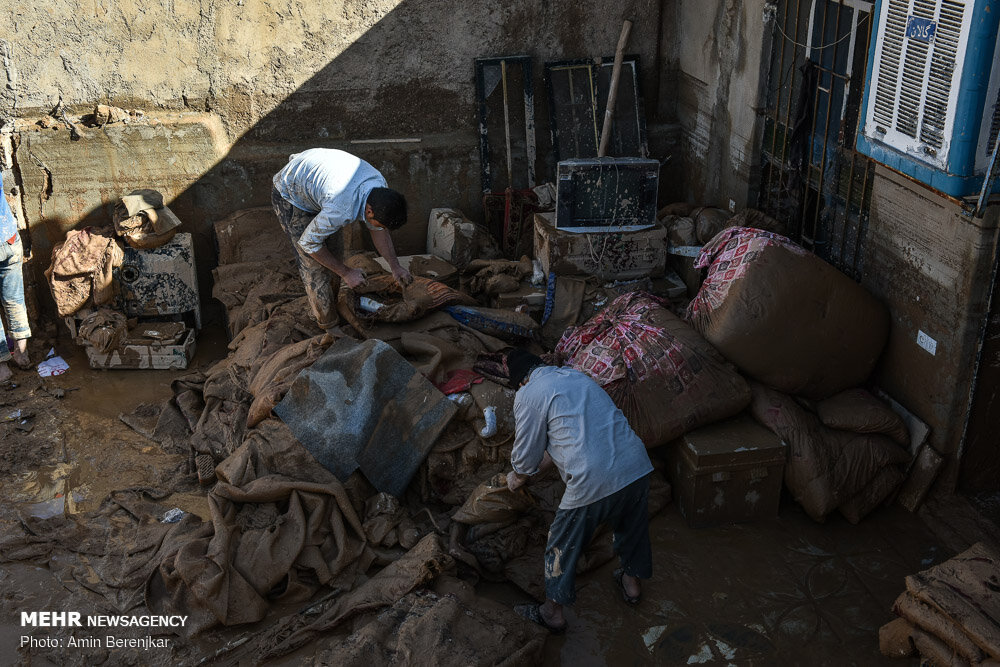
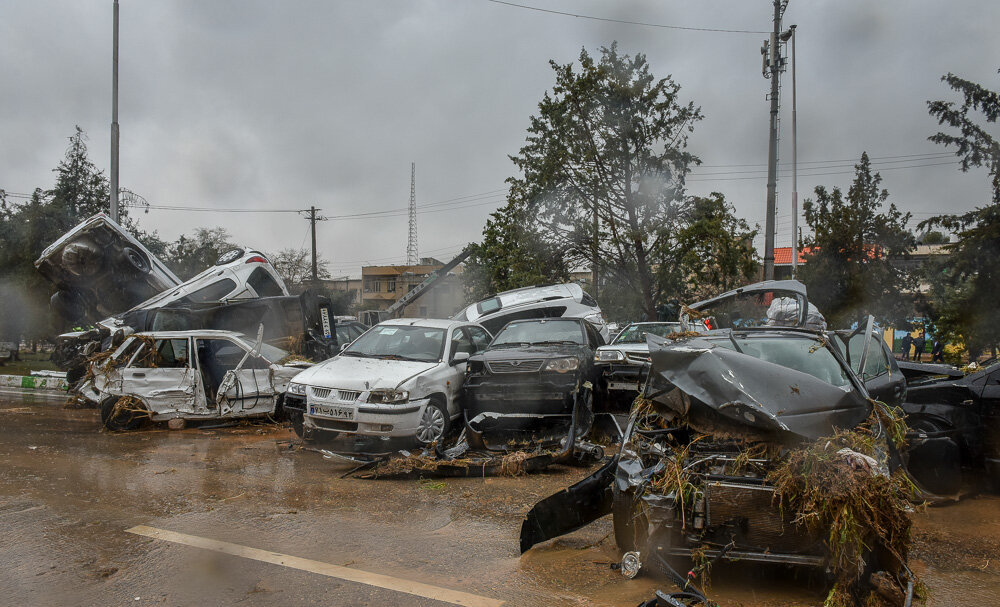
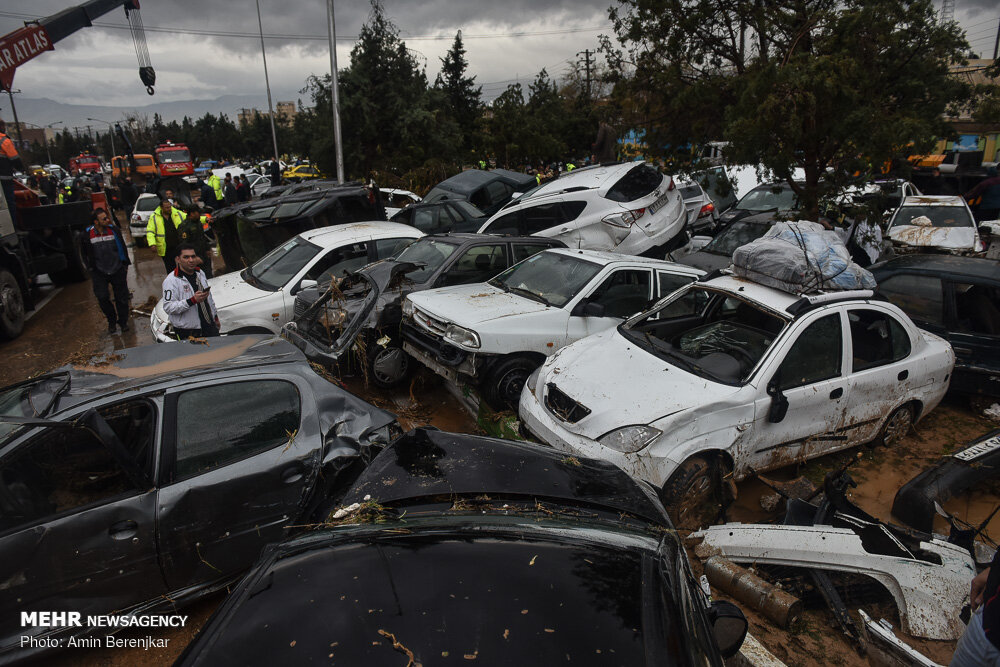
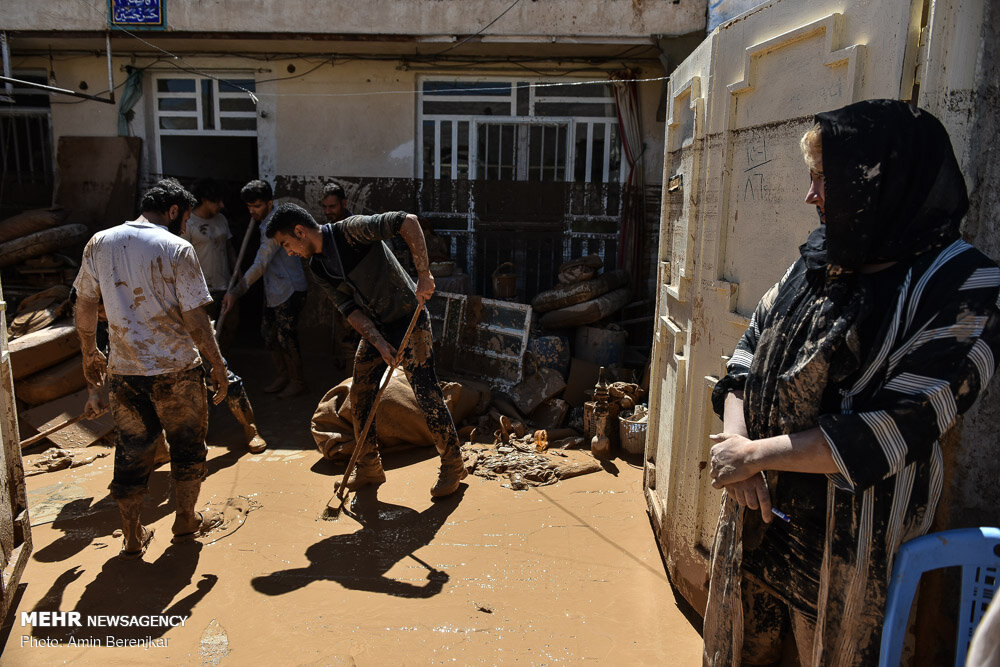
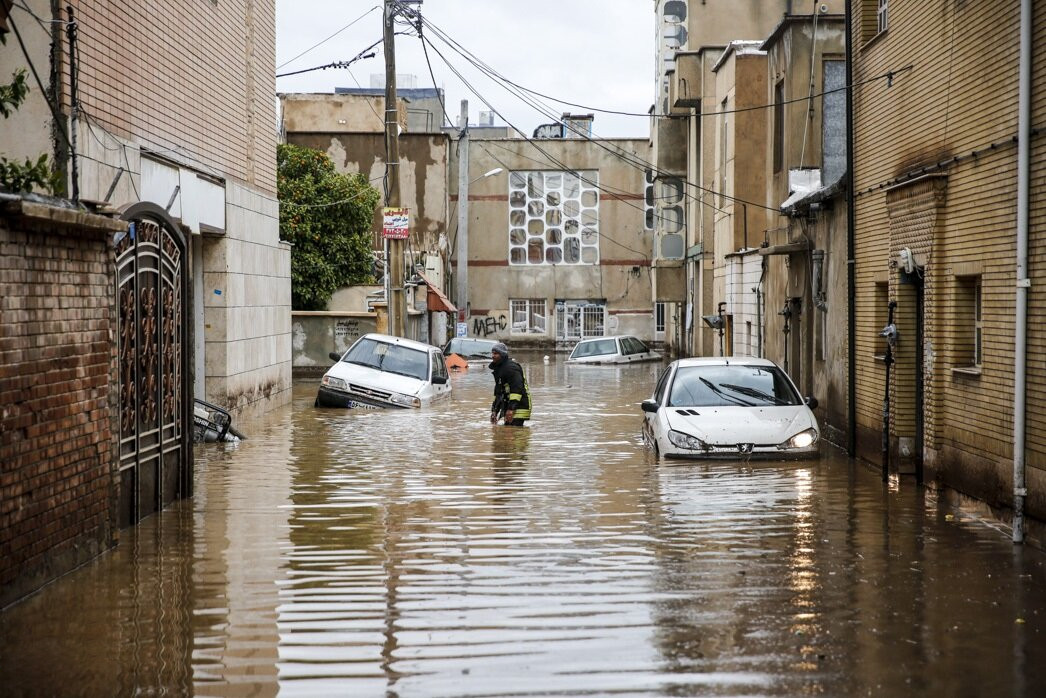
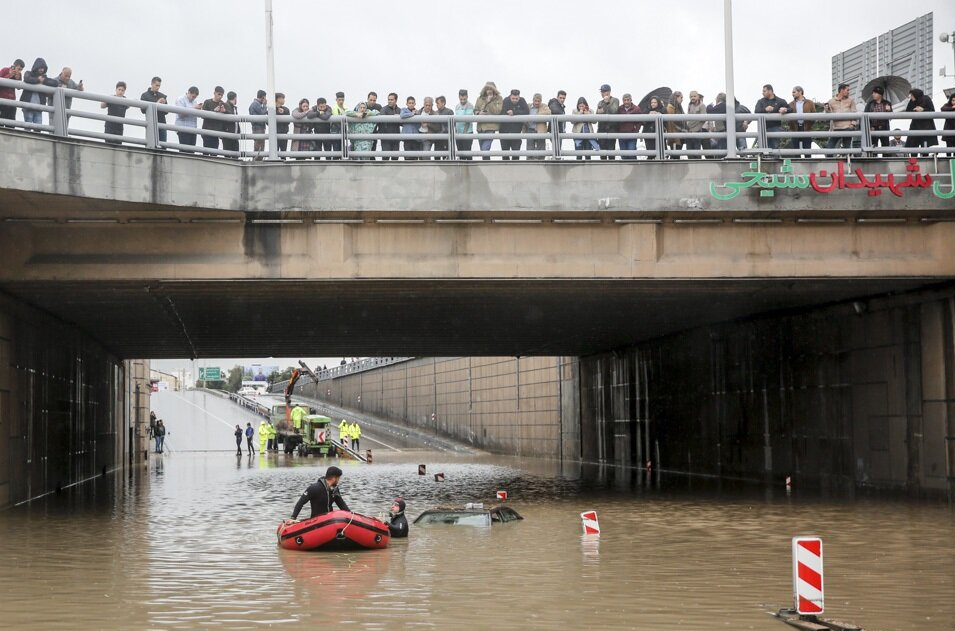
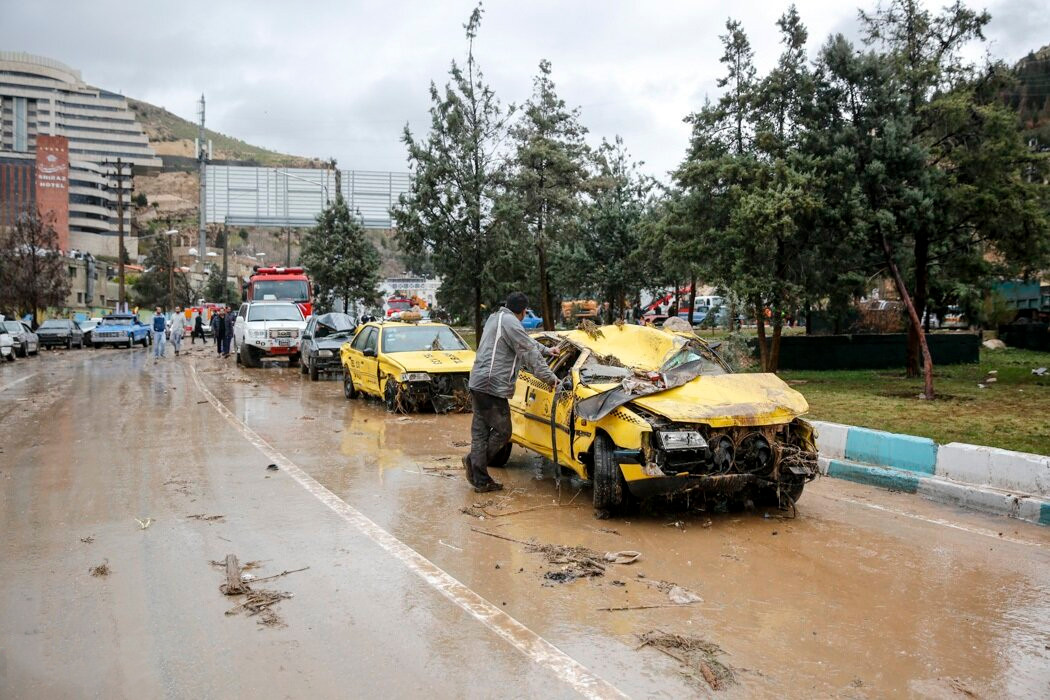
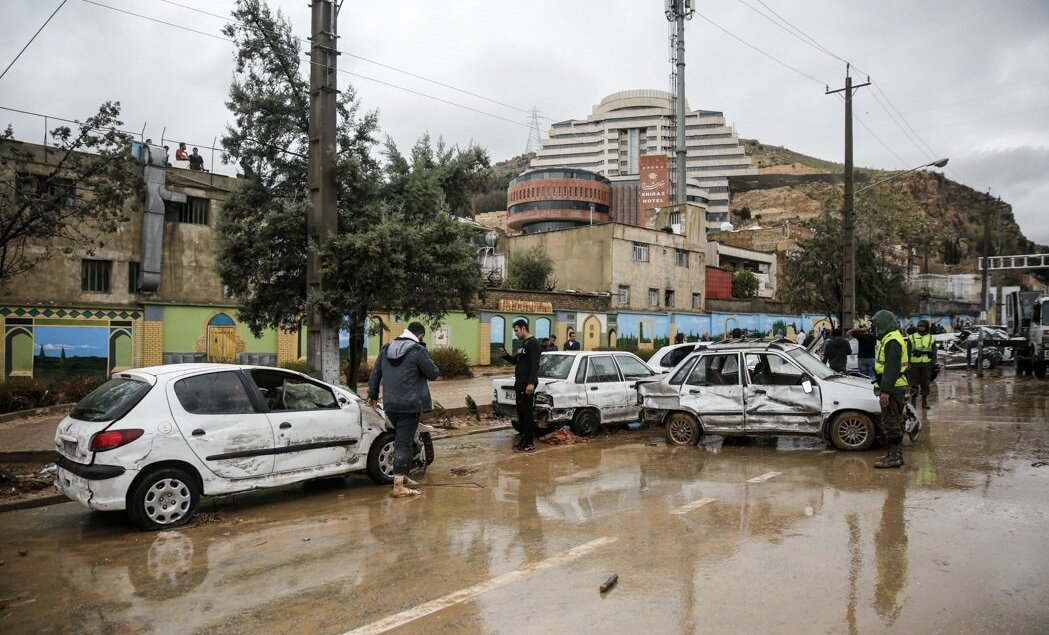
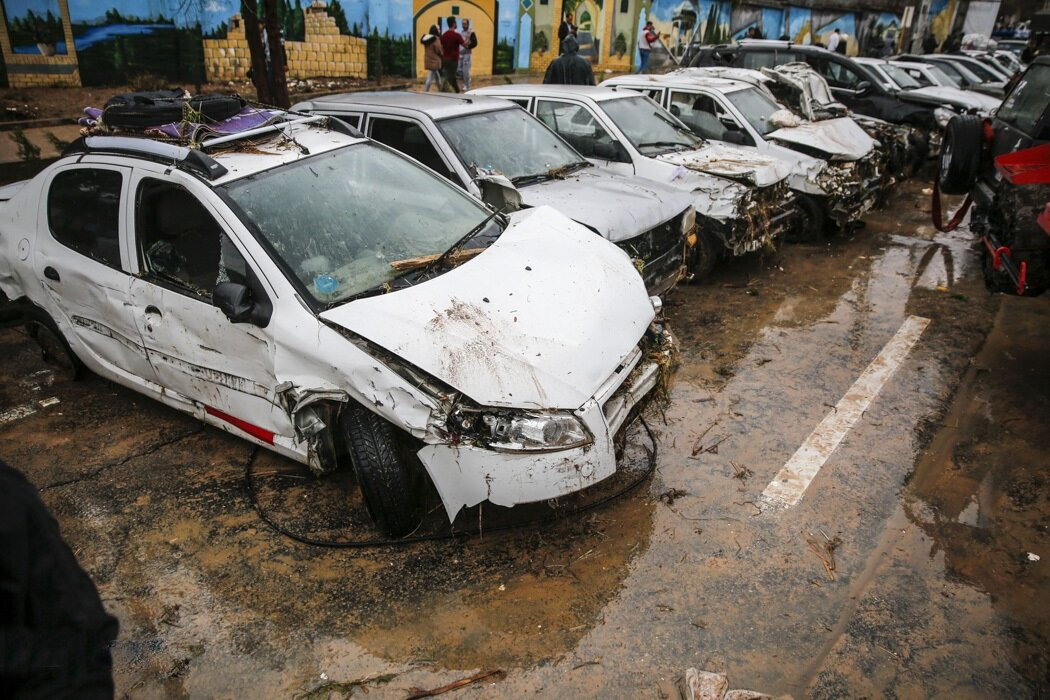
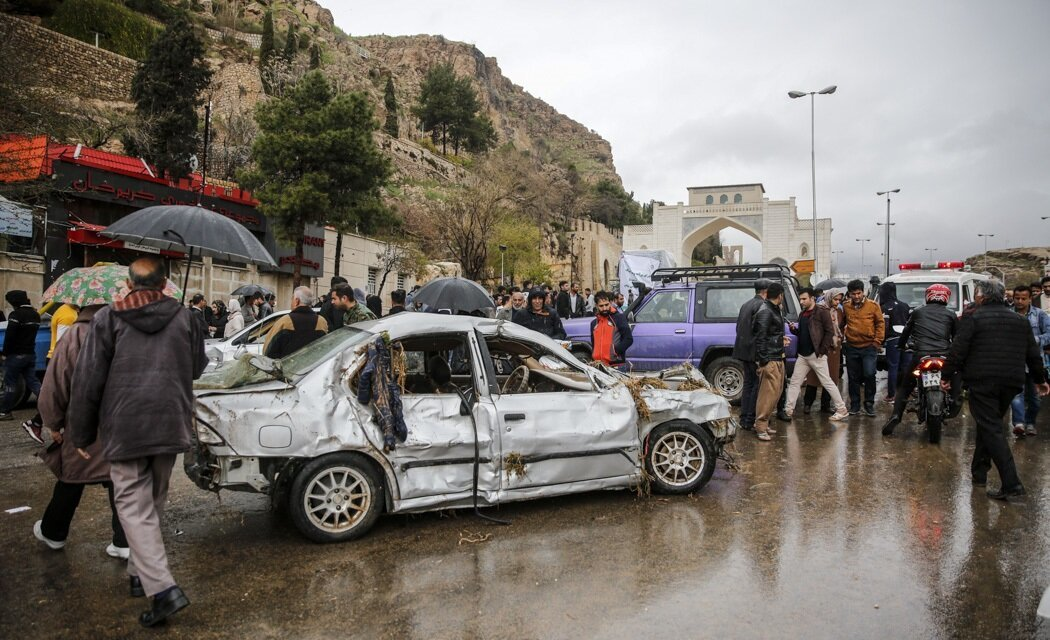
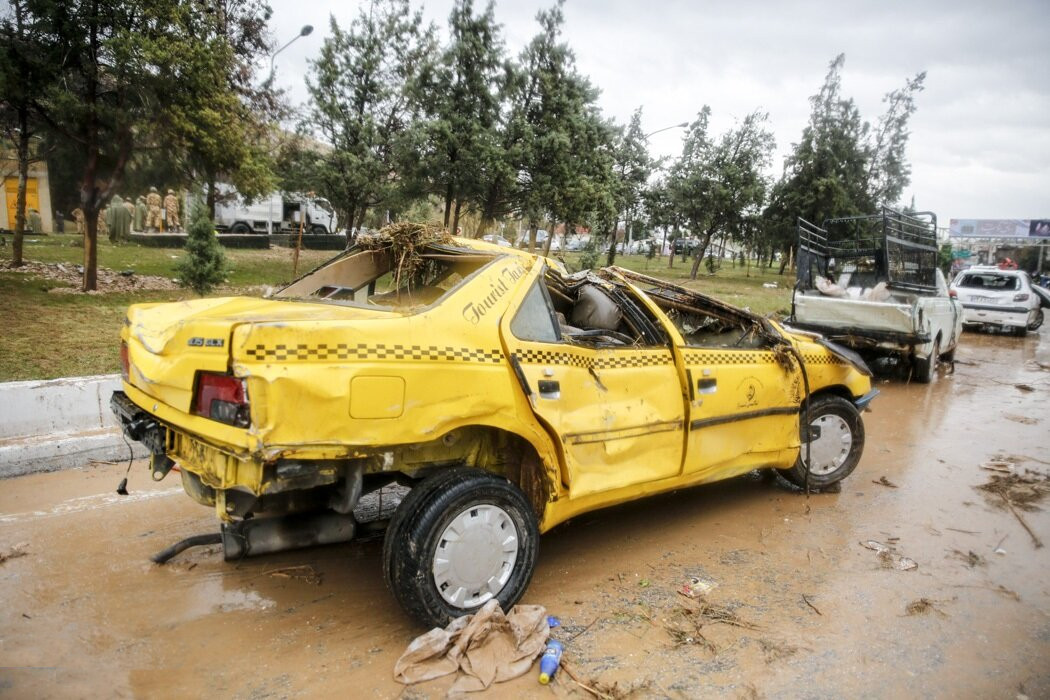
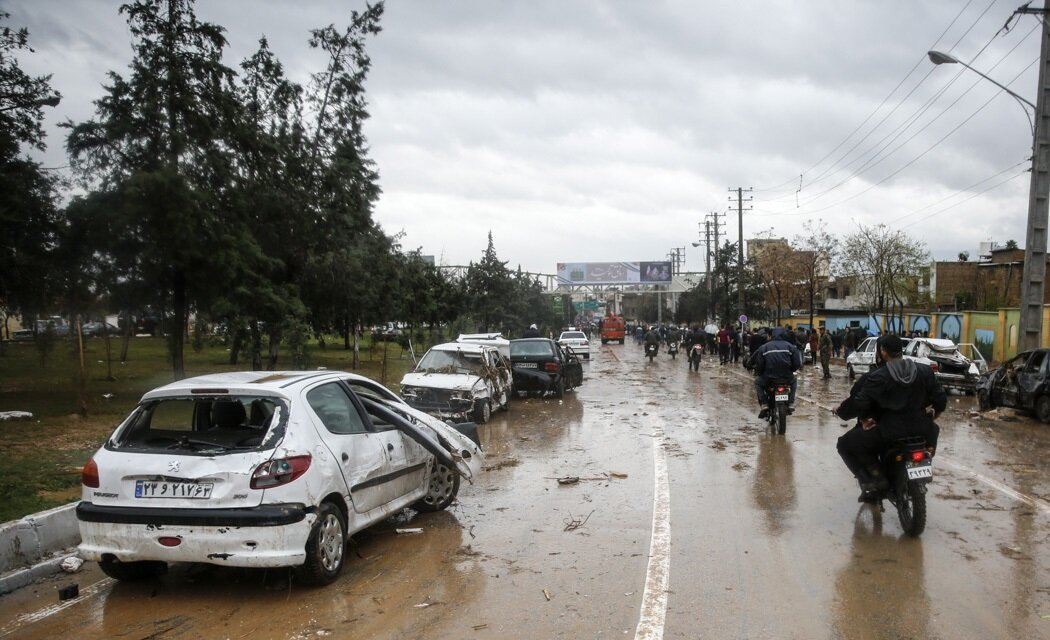
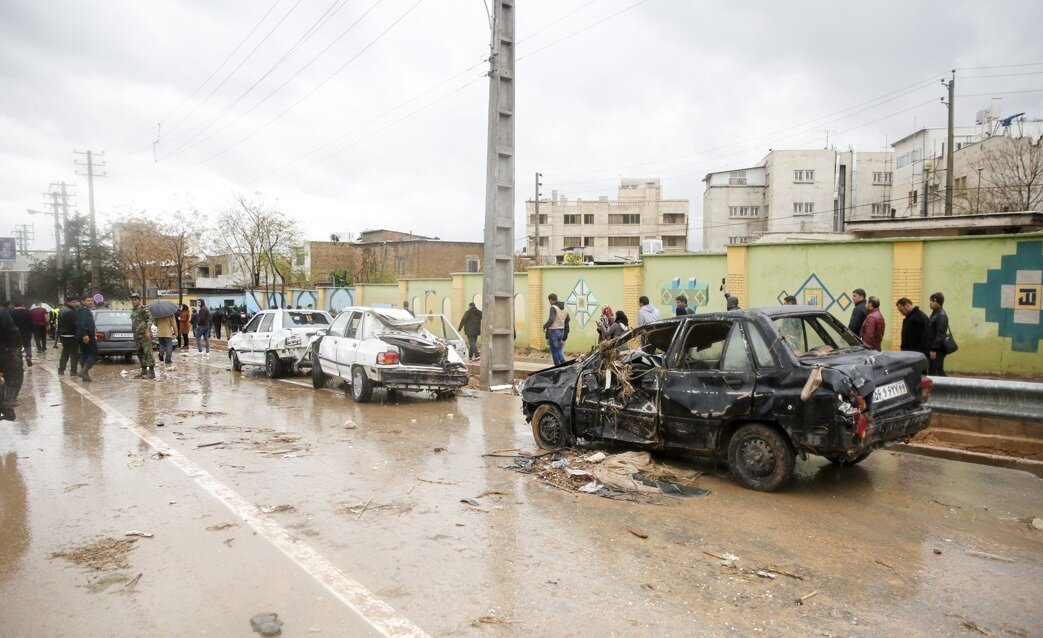
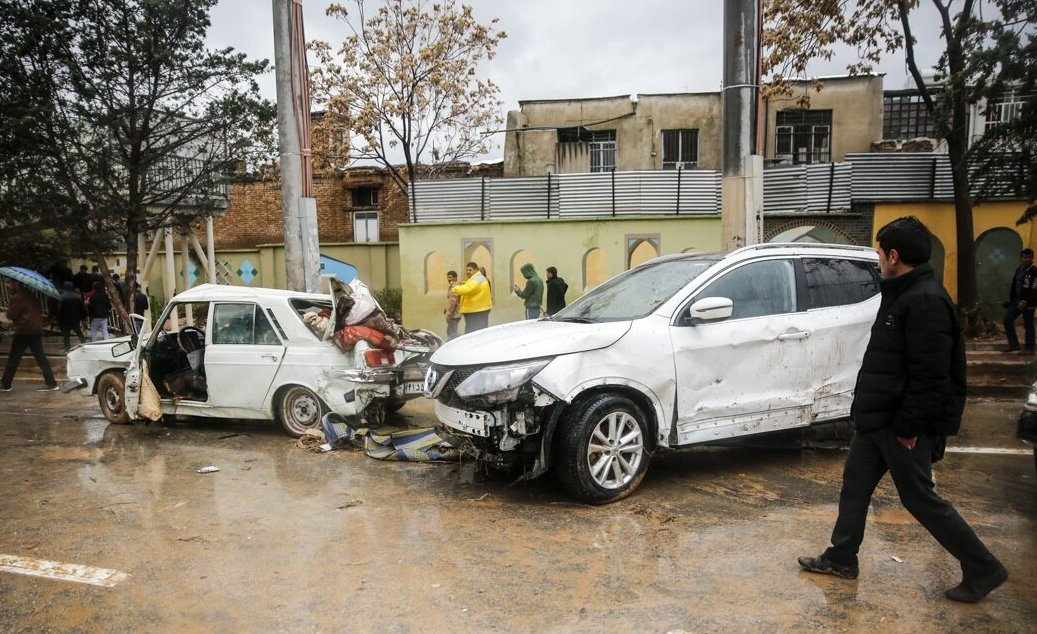
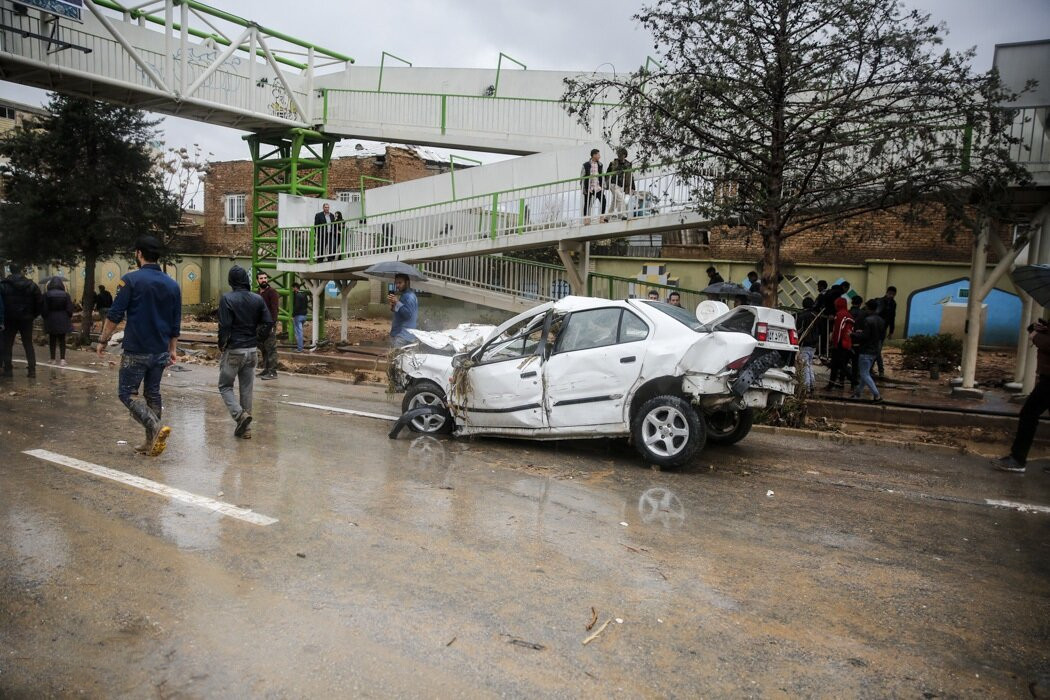
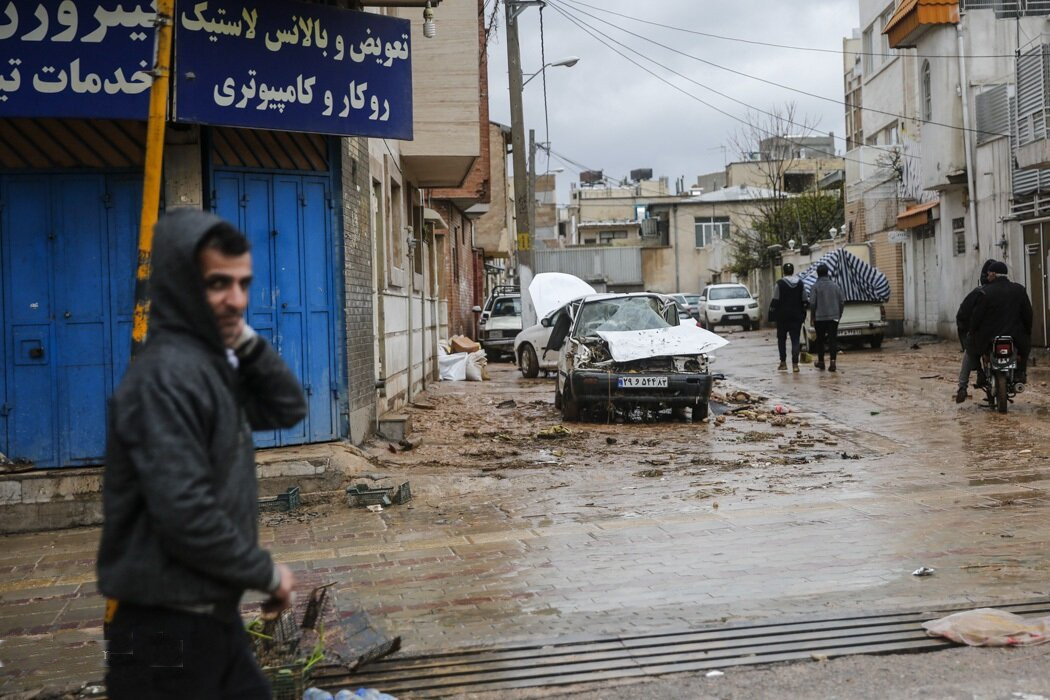